# Sprzedaż
Sprzedaż – czynności organizacyjne, techniczne, prawne i finansowe związane z odpłatnym dostarczeniem dóbr lub usług.

## Sprzedaż w polskim prawie
Według Ustawy o podatku od towarów i usług przez sprzedaż rozumie się odpłatną dostawę towarów i odpłatne świadczenie usług na terytorium kraju, eksport towarów oraz wewnątrzwspólnotową dostawę towarów.